# Roi Liche
Pour les articles homonymes, voir Liche.

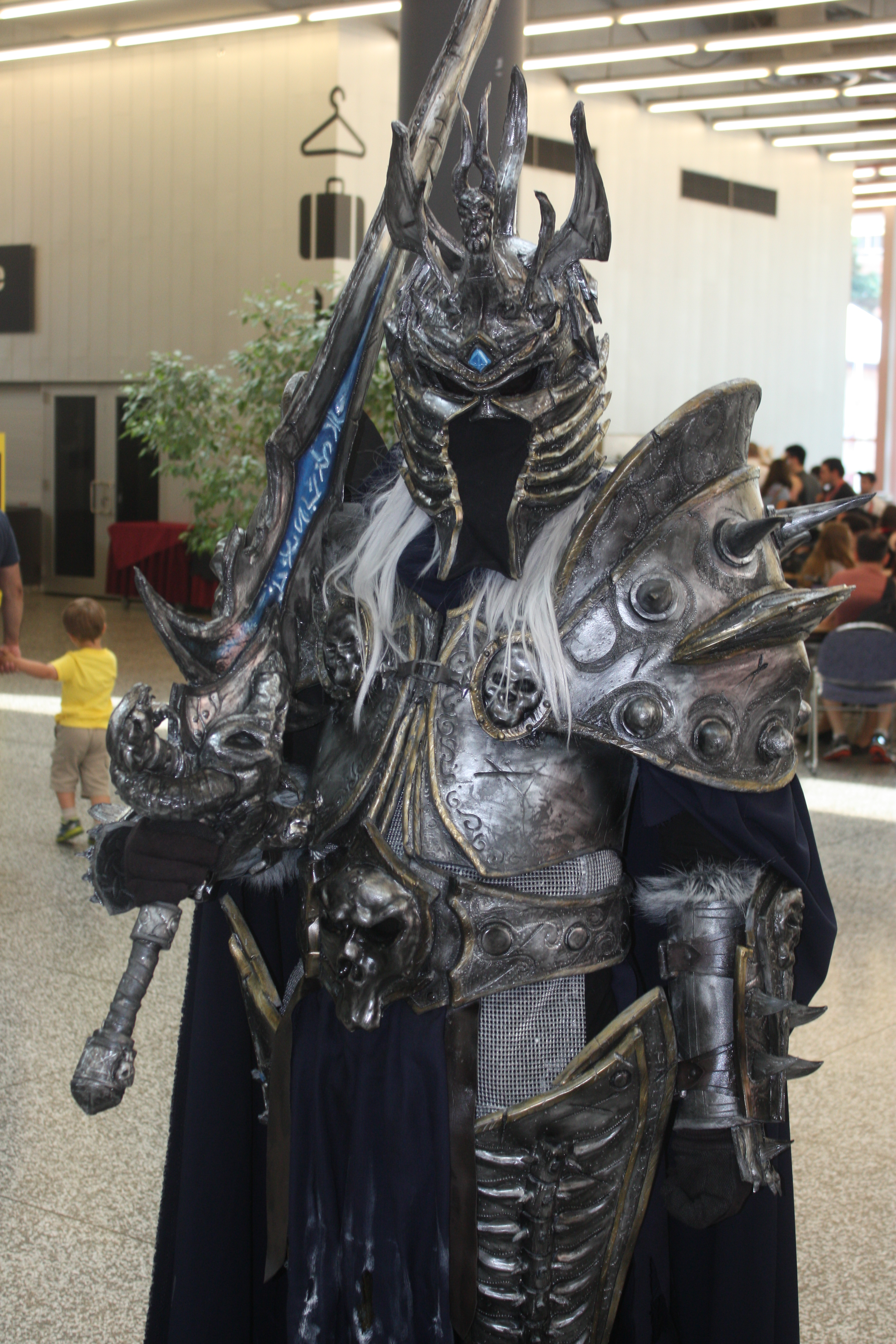
Cosplay du Roi Liche.

Le Roi Liche est un personnage de la série de jeux vidéo Warcraft, créé par Blizzard. Il est présent dans le jeu Warcraft III: Reign of Chaos et son extension The Frozen Throne, aussi présente dans le jeu de carte virtuel Hearthstone, ainsi que dans l’extension Wrath of the Lich King du MMORPG World of Warcraft.
Son histoire se confond avec celle du chaman orc Ner’zhul, son ancienne forme, et avec celle du prince humain Arthas Menethil, avec qui son esprit fusionnera.
Le Roi Liche est à l’origine du Fléau, qu’il répandit dans le monde d’Azeroth. Même s’il était au départ au service de la Légion Ardente, préparant son retour en Azeroth, il travailla bien vite pour son propre compte après que ses « employeurs » eurent été vaincus ; il créa alors une armée de mort-vivants à ses propres ordres.
Il sera finalement vaincu par Tirion Fordring, au terme d’un ultime combat durant lequel Tirion brisera Deuillegivre, l’épée maudite du prince Arthas. Il lui retirera ensuite son heaume, le libérant ainsi de l’emprise du Fléau mais causant également sa mort.
Néanmoins, réalisant la nécessité de l'existence d'un Roi Liche pour contenir les forces du Fléau (désormais sans maître), Bolvar Fordragon revêtira ensuite ce même heaume. Il put donc contenir l'esprit du Fléau et le stopper. Toutefois, son action entraîna le réveil du dragon Aile de Mort (jusqu'ici endormi dans les profondeurs d'Azeroth) et provoqua ainsi le Cataclysme.
Bolvar Fordragon régna ainsi en tant que nouveau Roi-liche pendant plusieurs années, souffrant néanmoins d'une grande difficulté à maîtriser l'entièreté du Fléau. En effet, ne disposant plus de Deuillegivre, la principale source de pouvoir (avec le heaume de domination) du Roi liche, il était beaucoup moins puissant et moins expérimenté qu'Arthas. Au fil du temps il tenta (toujours avec plus ou moins de difficulté) d'apprendre à mieux contrôler ses pouvoirs, et fit l'acquisition d'une nouvelle armure.
Le règne de Bolvar Fordragon en tant que Roi-liche s'acheva lorsque Sylvanas Coursevent vint détruire le Heaume de Domination. Après avoir obtenu de mystérieux pouvoirs et perdu le contrôle de la Horde, elle se mit en route vers la Couronne de glace, où elle confronta le Roi Liche. Finalement, elle finit par l'immobiliser, et lui retirer le Heaume de Domination. Néanmoins, contrairement à ce qu'avait imaginé Bolvar (qui s'attendait à l'arrivée de Sylvanas), plutôt que de revêtir le Heaume, elle préféra le détruire, déchirant ainsi le Voile d'éternité, frontière entre le royaume des vivants et L'Ombreterre, le royaume des morts.
Pour la première fois, Azeroth se retrouve sans Roi-Liche avec le fléau déchainé.

## Identité du Roi Liche
Le nom du Roi Liche peut désigner plusieurs personnes ou rôles, suivant les époques ou les avis : Ner’zhul emprisonné dans le Trône de Glace, Arthas Menethil ayant fusionné avec Ner’zhul, Arthas ayant consumé l’esprit de Ner’zhul ou Bolvar sur le Trône de Glace… D’une manière générale, ce nom désigne la personne qui se trouve à la tête du Fléau.

## Histoire

### AvantWarcraft III: Reign of Chaos

#### Le chaman trompé
Le Roi Liche se nommait à l’origine Ner’zhul et était l’un des plus puissants chaman des Orcs avant la corruption de cette race par la Légion Ardente. Il fut notamment le mentor de Gul’dan et l’un des artisans malgré lui de la corruption de la nation Orc, en se faisant tromper par l’Érédar Kil’jaeden, démon œuvrant au sein de la Légion Ardente.
Quand il réalisa les mensonges de l'érédar (son apprenti Gul’dan et l’ensemble du peuple orc se détournant des arts chamaniques pour se consacrer à la magie noire des seigneurs démons, le génocides des Draeneï), il sera surveillé par Gul'Dan et Kil'Jaeden et relégué au rang de "conseiller" (en réalité, Kil'Jaeden le laisse en vie pour qu'il puisse voir toutes les horreurs qui s'abattent sur son peuple. C'est le prix à payer pour ne pas avoir suivi le démon jusqu'au bout).
Il réapparut à la fin de la Seconde Guerre, lorsqu’il rouvrit le Portail des Ténèbre (reliant Draenor à Azeroth) dans une tentative désespérée d’acquérir divers artefacts magiques, afin de pouvoir en ouvrir d’autres ultérieurement. Mais les armées orcs furent repoussées par l’Alliance. De plus, après les multiples portails qui avaient été ouverts dans le monde natif des orcs, Draenor, ceux créés par Ner’zhul achevèrent de dissoudre le tissu du monde, amenant à sa destruction. Les quelques Orcs restant encore sur Draenor périrent dans sa destruction et seuls les fidèles de Ner’zhul purent s’enfuir à temps avec lui en passant par l’un des portails.

#### L'avènement du Roi Liche
Alors que Ner’zhul et ses fidèles erraient dans les limbes entre les mondes, ils furent récupérés par Kil’jaeden. Celui-ci tortura le chaman pour lui faire payer la trahison du pacte qu’ils avaient conclu ensemble. Il détruisit son corps et le laissant à l’état d’une âme déchirée et tourmentée.
Puis, il lui proposa de mener à bien une dernière mission pour tenter de se racheter. Celle-ci consistait, grâce aux nouveaux pouvoirs qui lui seraient accordés, à préparer le retour de la Légion Ardente en Azeroth, le tout sous la surveillance active des Seigneurs de l’effroi (en anglais : Nathrezim). S’il réussissait, un nouveau corps lui serait offert et il serait libéré. Ner’zhul accepta mais Kil’jaeden, pour se préserver d’une autre trahison, transféra l’esprit du chaman corrompu dans un bloc de glace qui fut envoyé sur Azeroth et s’écrasa au sommet de la Couronne de Glace (en anglais : Icecrown) sur le continent glacé de Norfendre (en anglais : Northrend). Le bloc, abîmé par le voyage, avait pris l’aspect d’un trône que Ner’zhul nomma le Trône de Glace (en anglais : Frozen Throne).
Ses pouvoirs psychiques ayant été considérablement augmentés par sa transformation, le Roi Liche commença par étendre son influence sur Norfendre. Il se mit alors à exercer ses pouvoirs sur des trolls et autres animaux qui vivaient là, prenant le contrôle de leur corps et de leur esprit. Il s’attaqua aussi aux colonies humaines qui s’étaient implantées sur le continent glacé et découvrit bien vite qu’il était plus simple de les tuer et de les contrôler ensuite dans la non-mort: le Fléau (en anglais : The Scourge) avec à sa tête le Roi Liche, venait de naître.

#### La Guerre de l'Araignée
Néanmoins, un ennemi important allait se dresser sur sa route. Le royaume souterrain d’Azjol-Nerub, peuplé de nérubiens, sortes d’araignées géantes, était présent en Norfendre depuis plusieurs millénaires, et les nérubiens s’inquiétaient du pouvoir grandissant du Roi Liche.
Insensibles à ses pouvoirs mentaux, ils réussirent à lui tenir tête durant plusieurs années. Mais le Roi Liche réussit à prendre l’avantage, en faisant s’effondrer une partie des galeries d’Azjol-Nerub et en redonnant vie aux nérubiens morts, qui venaient ainsi grossir les rangs de son armée. Il parvint même à redonner vie sous son contrôle aux momies des anciens rois du Royaume de l’Araignée (comme Anub’arak, qui devint l’un de ses plus fervent généraux). Au terme d'une longue lutte, les nérubiens finirent par rendre les armes et leur royaume fut détruit.
Le continent glacé étant entièrement sous son contrôle, le Roi Liche pouvait lancer son Fléau à l’assaut d’Azeroth.

#### Le Culte des Damnés
Il commença par se chercher un allié sûr dans le royaume de Lordaeron. En effet, n’ayant pas de corps, il devait se trouver un compagnon puissant qui serait ses yeux et ses oreilles. Il entra en contact télépathique avec Kel’Thuzad, brillant archimage du Kirin Tor, ayant été banni à cause de son attirance pour la nécromancie, et réussit à le corrompre grâce à des promesses d’immortalité et de pouvoir.
L’ancien archimage abandonna tout et partit vers Norfendre, où il atteignit la Couronne de Glace. Fortement impressionné par ce qu’il vit (des armées de morts-vivants s’écartant sur son passage), Kel’Thuzad accepta de s’agenouiller devant le Trône de Glace et offrit sa vie au Roi Liche. Il reçut en échange la vie éternelle et de nouveaux pouvoir, et fut renvoyé dans le royaume de Lordaeron pour y développer le Fléau, sous le contrôle du Seigneur de l’effroi Mal’Ganis.
Ayant gardé son apparence humaine et tout son charisme, Kel’Thuzad développa un nouveau culte s’adressant aux pauvres et aux opprimés, leur promettant la vie éternelle et l’égalité de tous : le Culte des Damnés. Le Fléau connut alors une croissance exponentielle, chaque village appartenant au Culte envoyant des cargaisons de grains contaminés dans les villages voisins, transformant ainsi leurs habitants en zombies aux ordres du Roi Liche.

### DansWarcraft III: Reign of Chaos

#### La corruption du prince
S’inquiétant du développement du Culte des Damnés, le roi de Lordaeron, Terenas Menethil, envoya son fils, le prince Arthas Menethil, enquêter sur ce mal étrange. Aidé de sa fiancée, l'archimage Jaina Portvaillant (en anglais : Jaina Proudmoore), le prince Arthas découvrit bientôt le rôle de Kel’Thuzad. Il tua celui-ci, mais avant de mourir, le nécromancien eut le temps de lui révéler que de nombreuses cargaisons de grains contaminés étaient déjà parties vers plusieurs grandes villes du royaume et qu’il n’était de toute manière qu’un simple pion au service de forces bien plus grandes. Fou de rage et voulant absolument stopper le Fléau, Arthas prit la terrible décision de raser la ville de Stratholme dans laquelle Mal’Ganis supervisait la contamination de la population. Malgré l’opposition de Jaina et de Uther le Porteur de Lumière (en anglais : Uther Lightbringer), son mentor, Arthas massacra froidement toute la population, sans différencier zombies et vivants.
Abandonné par Jaina et Uther, il partit ensuite vers Norfendre à la poursuite de Mal’Ganis. De plus en plus aveuglé par son désir de vengeance envers Mal’Ganis, qu’il considérait comme le véritable responsable du massacre de Stratholme, il commit des actes que même son nouvel allié, le nain Muradin Barbe-de-bronze (en anglais : Muradin Bronzebeard), eut du mal à accepter : En effet, refusant à tout prix d’abandonner, il brûla ses bateaux pour empêcher ses soldats de regagner le continent comme le leur avait ordonné le roi Terenas, usant de l'aide de mercenaire qu'ils accusera pour les bateaux brulés.
Acculé par les forces de Mal’Ganis, le jeune prince découvrit alors dans une grotte une épée runique, Deuillegivre (en anglais : Frostmourne), qui se révèlera être une épée maudite, contenant un fragment de l’âme du Roi Liche. Celui-ci avait en effet réussi à modeler l’épée, à y insérer une partie de son esprit, et à l’expulser de son trône. En s’emparant de la lame, Arthas tombe définitivement et totalement sous le contrôle du Seigneur Liche (il est d’ailleurs l’un de ses rares sujets à n'être jamais mort puis ressuscité). Cependant, le brisement de la glace contenant l’épée provoqua une explosion de celle-ci et Muradin reçut un éclat de glace et perd connaissance. Le laissant pour mort, Arthas s’échappe et annonce la mauvaise nouvelle au campement assiégé.
Croyant désormais qu’il allait pouvoir contrôler le prince, Mal’Ganis vint à lui en le félicitant d’avoir rejoint leurs rangs. Mais Arthas, n’ayant accepté la domination du Roi Liche que pour pouvoir assouvir sa vengeance, tua le Seigneur de l’effroi. Néanmoins, contrairement à ce qu’espérait le Roi Liche qui avait poussé Arthas à tuer le démon pour se libérer de l’emprise de la Légion Ardente, un autre Seigneur de l’effroi, Tichondrius, prit la place de Mal’Ganis.
Arthas, désormais Chevalier de la Mort et champion du Roi Liche, mais sous les ordres de Tichondrius, revint à Lordaeron et tua son père, le roi Terenas, afin de prendre sa place sur le trône du royaume. Il mit ensuite celui-ci sous la domination du Roi Liche, développant le Fléau et massacrant tous ses anciens alliés qui tentaient de s’opposer à lui (notamment Uther, qu’il tua avec Deuillegivre, et qui mourut en le maudissant).
Il fit revenir Kel’Thuzad d’entre les morts, sous la forme d’une liche, en détruisant pour cela le royaume de Quel’Thalas, où vivaient les Hauts-Elfes.
Avec l’aide du nécromancien, Arthas ouvrit en Azeroth un portail qui permit à Archimonde, seigneur et maître de la Légion Ardente, de pénétrer avec son armée dans ce monde.

#### L'émancipation
Lors de son arrivée en Azeroth, le premier geste d’Archimonde fut de nommer Tichondrius chef du Fléau, en lieu et place de Kel’Thuzad (geste logique puisque ce dernier était fidèle avant tout au Roi Liche, tandis que Tichondrius lui était directement inféodé).
Le Roi Liche comprit alors qu’il avait été leurré et que jamais la Légion ne tiendrait ses promesses. Il s’employa donc à se libérer de son emprise.
Ce fut Arthas qui trouva le moyen de faire tuer Tichondrius. Il apprit à Illidan Hurlorage (en anglais : Illidan Stormrage), que c’était Tichondrius qui répandait la corruption sur les terres sacrées des Elfes de la Nuit, notamment grâce au Crâne du Gul’dan. Illidan s’empara de l’artefact et utilisa ses pouvoirs pour éliminer le Seigneur de l’effroi, causant ainsi la première défaite qui mènerait la Légion Ardente à sa perte, lors de la Bataille du Mont Hyjal, mais également à la libération du Roi Liche de l’emprise de la Légion.

### DansWarcraft III: The Frozen Throne

#### La perte de contrôle
Après la défaite de la Légion Ardente, Arthas mit en fuite les quelques Seigneurs de l’effroi restants et entreprit de terminer la « zombification » des royaumes de l’Alliance.
Mais c’est à ce moment que les pouvoirs du Roi Liche se mirent à décliner. En effet, Illidan se servant de l'œil de Sargeras depuis les ruines de Dalaran, attaqua le toit du monde (Norfendre) et fissura le trône de glace. Ainsi les pouvoirs du roi Liche commencèrent à s'atténuer.
Dans le même temps, n’étant plus capable de contrôler toutes les créatures auxquelles il avait redonné vie, certaines parmi les moins favorables à son règne réussirent à s’émanciper. Parmi elles, Sylvanas Coursevent (en anglais : Sylvanas Windrunner), une ancienne haute-elfe ramenée à la vie par Arthas, prit la tête du mouvement de rébellion des morts-vivants hostiles au Roi Liche, qui prirent le nom de Réprouvés (en référence à leur rejet par leur anciens frères vivants).
Obnubilé par ses visions, Arthas ne vit pas venir la révolte qui grondait et fut pris par surprise lorsque les Réprouvés, aidés des Seigneurs de l’effroi qu’il avait bannis et sous le commandement de Sylvanas, prirent d’assaut la capitale et tentèrent de l’assassiner. Affaibli lui-même par le déclin de son Roi, il ne put contenir les rebelles et parvint in extremis à s’enfuir vers Norfendre, aidé par Kel’Thuzad qui resta sur Azeroth.

#### La fusion des deux esprits
Arrivé sur les côtes du continent glacé, Arthas y rencontra les forces d’Illidan, épaulé par Dame Vashj (en anglais : Lady Vashj) et ses Nagas et par Kael’thas Haut-soleil (en anglais : Kael’thas Sunstrider) et son groupe d’Elfes de sang. Ceux-ci tentaient, sous les ordres de Kil’jaeden, de détruire le Roi Liche, pour le punir de sa responsabilité dans l’échec de la Légion Ardente.
Aidé par Anub’arak, Arthas traversa les ruines du Royaume des Araignées, y retrouvant d’anciens compagnons du nain Muradin, pour finalement atteindre le pied de la Couronne de Glace. Il y rencontra Illidan, qu’il combattit et vainquit en combat singulier.
Puis, il monta seul tout en haut de la Couronne, assailli d’hallucinations mélangeant souvenirs de son ancienne vie et pensées propres du Roi Liche. Lorsqu’il arriva enfin en face du Trône de Glace, obéissant à une injonction du Roi, il le brisa et libéra le heaume qu’il contenait (les avis divergent quant à l’origine de ce heaume : pour certain il fut créé en même temps que Deuillegivre, tandis que d’autres pensent qu’il est beaucoup plus récent).
Revêtant le heaume, Arthas et l’esprit de Ner’zhul fusionnèrent, tandis que l’ancien chaman déclarait « Maintenant, nous ne sommes plus qu’un! »
Enfin, plongé dans un long rêve sur le trône de glace, Arthas détruit définitivement son reste d’humanité ainsi que l’esprit de Ner’zhul, devenant pleinement l’unique Roi-Liche en Azeroth.[source insuffisante]

### DansWorld of Warcraft
Depuis la mise à jour 3.3, intitulée « La colère du Roi Liche », l’instance de la Citadelle de la Couronne de Glace, l’ultime bastion du Roi Liche, est disponible. Les différentes ailes sont débloquées petit à petit, et le maître du Fléau est finalement disponible en tant que boss de raid pour 10 et 25 joueurs dans la mise à jour 3.3.2.
Le Roi Liche apparaît aussi dans l’instance à 5 joueurs de la Salle des Reflets, introduite par la même mise à jour.
Durant le combat, il utilise ses pouvoirs pour tuer tous les joueurs l’affrontant. Au moment où il s’apprête à tous les transformer en morts-vivants pour le servir, Tirion Fordring, meneur des troupes et gelé en début de combat, parvient à se libérer de sa prison de glace et à briser la légendaire Deuillegivre. Le Roi Liche perd alors ses pouvoirs et toutes les âmes contenues dans l’épée l’emprisonnent, permettant aux joueurs d’en finir avec lui. Le combat se clôt par une courte vidéo.

#### Synopsis de la vidéo[7]
Arthas laisse tomber le heaume du Roi Liche et agonise par terre. Il voit le fantôme de son père, libéré de Deuillegivre, venir vers lui. Dans un dernier souffle, il demande : « Est-ce terminé ? ». Son père lui répond par l’affirmative, ajoutant : « Aucun règne n’est éternel, mon fils. » Les derniers mots du prince seront « Je ne vois plus que les ténèbres… qui m’entourent… »
Avant de partir, le fantôme de Terenas Menethil révèle à Tirion que maintenant que le Roi-Liche est mort le Fléau va devenir une menace plus grande pour ce monde et il lui dit que le monde a besoin d’un Roi-Liche.
Au moment où Tirion s’apprête à mettre le heaume, une voix forte lui crie de ne pas le faire. Sur le Trône se tient Bolvar Fordragon, ancien commandant des forces de l’Alliance, défiguré et brûlé par le « feu du dragon ». Il parvient à convaincre son ancien ami et maître Tirion de lui remettre ce fardeau.
Une fois le heaume revêtu, Bolvar Fordragon, avant de s’entourer de glace, demande à Tirion d’annoncer au monde que le Roi Liche est mort avec lui.
Une dernière phrase est prononcée par Bolvar-Le Roi Liche et clôt la cinématique : « Et maintenant, disparaissez, et ne revenez jamais ! »

## Sources
- Ner’zhul sur Wowwiki.com
- Guide officiel du jeu Warcraft III: Reign of Chaos